# Kralice na Hané

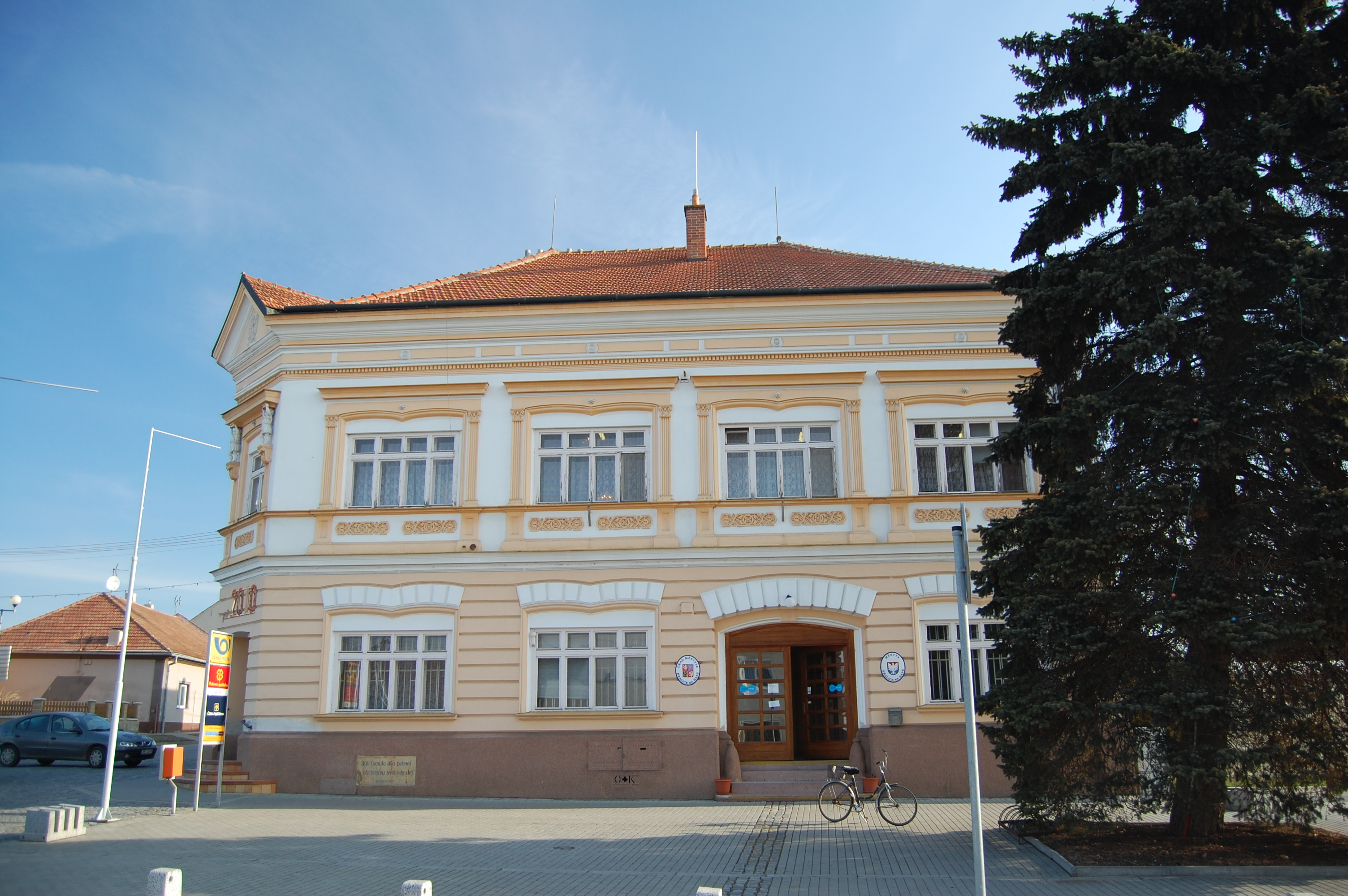
Rathaus

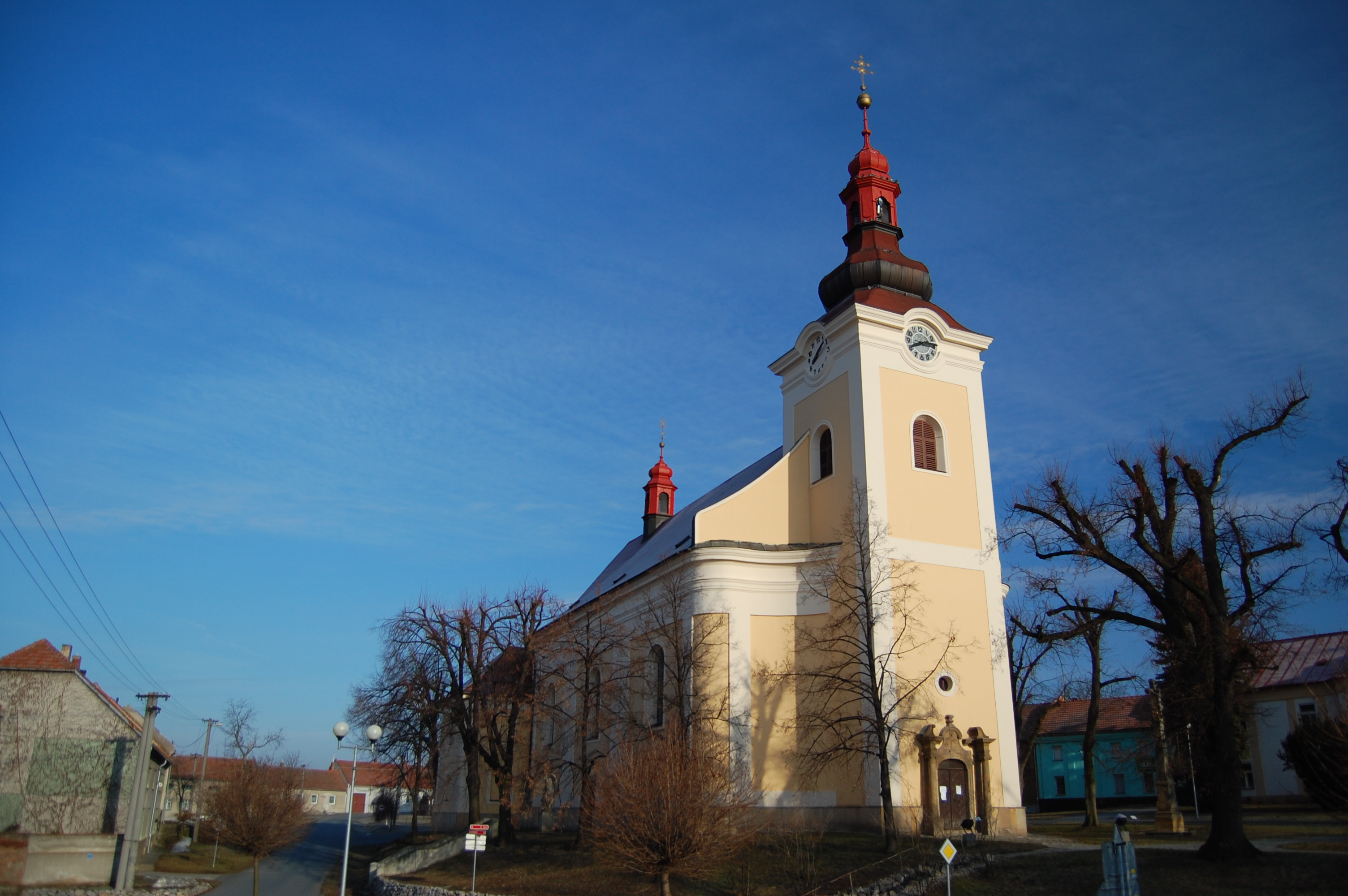
Kirche Mariä Himmelfahrt

Kralice na Hané (deutsch Kralitz in der Hanna) ist eine Minderstadt in Tschechien. Sie befindet sich zwei Kilometer östlich von Prostějov und gehört zum Okres Prostějov.

## Geographie
Kralice befindet sich linksseitig der Valová in der Hanna. Nachbarorte sind Kraličky im Norden, Hrdibořice im Nordosten, Biskupice im Osten, Klopotovice im Südosten, Hrubčice im Süden, Bedihošť im Südwesten, Prostějov im Westen sowie Čechůvky im Nordwesten.

## Geschichte
Die erste schriftliche Erwähnung von Kralice erfolgte 1225 in einer für Mostkovice gefertigten Urkunde des Markgrafen Vladislav II. 1304 wurde Kralice als Städtchen bezeichnet und 1316 erhielt der Ort durch Johann von Luxemburg das Meilen- und Braurecht. Das Kralitzer Kirchenpatronat erteilte der König 1326 auf Wunsch von Elisabeth Richza von Polen dem Zisterzienserinnenkloster Aula Sanctae Mariae in Alt Brünn. Markgraf Johann Heinrich überließ 1371 Kralice testamentarisch seinem Sohn Prokop. Jobst von Mähren überließ dem Städtchen 1375 die Kralitzer Au und erteilte ihm 1387 das Heimfallrecht.
Im Jahre 1406 wurde Kralice an die Herren von Boskowitz verpfändet. Am 14. November 1425  erfolgte auf den Feldern von Kralice die öffentliche Verbrennung von drei Minoriten. 1455 erhielt Kralice durch Ladislaus Postumus das freie Schankrecht und ein Jahr später wurde die Hochgerichtsbarkeit übertragen. Als Georg von Podiebrad Kralice 1459 an Sophie von Kunstadt und Johann von Cimburg und Tobitschau verpfändete, bestätigte er alle Privilegien. 1470 erhielt Ctibor Tobischau von Cimburg die Herrschaft Kralitz als Pfand. Durch Vladislav II. wurden die Rechte von Kralitz noch erweitert, das Städtchen erhielt zwei Jahrmärkte und einen montäglichen Wochenmarkt.
Im Jahre 1503 erwarb Wilhelm II. von Pernstein die Herrschaft Kralice. Ihm folgten Johann von Pernstein und dessen Sohn Vratislav. Der strenge Katholik setzte 1573 unwissentlich einen Lutheraner als Pfarrer in Kralice ein, der bis in die 1580er Jahre sein Amt versah. 1578 erhielt die Kirche einen Turm im Stil der Renaissance. Im Jahre 1589 brannten Kirche und Pfarrhaus nieder. Sieben Jahre später wurde das ganze Städtchen bei dem Brand in Schutt und Asche gelegt. Beim Ausverkauf der Güter der Pernsteiner erwarb 1597 der mährische Landeshauptmann Joachim Haugwitz von Biskupitz die Herrschaft Kralitz. Während des Böhmischen Ständeaufstandes von 1618 befand sich Kralitz in den Händen der Aufständischen.
1637 verkaufte Maximilian von Dietrichstein als Vormund des minderjährigen Karl von Haugwitz die Herrschaft Kralitz mit der Feste sowie den zugehörigen Dörfern Držovice, Vrahovice und einem Anteil von Vrbátky an Julius II. von Salm und Neuburg. Ferdinand Julius von Salm-Neuburg erließ 1683 eine „Herrschaftliche Ordnung für den Ehrbaren Rat“, die u. a. die Führung von Ortsbüchern, die Verwendung von Mitteln für öffentliche Zwecke sowie wegen der Türkengefahr die Instandsetzung des Olmützer und Wischauer Tores beinhaltete. Ernst Leopold von Salm-Neuburg verkaufte die Herrschaft 1707 an Johann Joseph von Rottal. 1719 zerstörte ein Feuer Teile von Kralitz. 
Im Jahre 1725 erwarben die Grafen von Seilern Kralitz. Der Dechant Anton Josef Dreser ließ 1733 ein neues Pfarrhaus errichten. Während des Ersten Schlesischen Krieges fielen 1742 preußische Truppen in Kralitz ein. 1743 entstand ein neues Schulhaus, in dem auch das kirchliche Armenhaus untergebracht war. Während der preußischen Belagerung von Olmütz war Kralitz das Hauptquartier des österreichischen Generals Leopold Joseph Daun. 1791 entstand nördlich von Kralitz die Ansiedlung Seilerndorf (Sajlerov). Die Grafen von Seilern ließen in dieser Zeit auch die alte Feste abtragen und durch ein Renaissanceschloss mit französischem Park ersetzen. Neben der alten Kirche entstand in den Jahren 1789 bis 1793 die neue Pfarrkirche.
1823 entstand die Friedhofskapelle Zum Heiligen Kreuz. 1825 eröffnete in Kralitz ein Schwefelbad. Zwischen 1831 und 1849 brach viermal die Cholera in dem Städtchen aus. Am 20. Mai 1834 zerstörte ein Brand 31 Häuser. Während der Aprilunruhen von 1848 wurde Kralitz vom Militär besetzt. Am 14. Juli 1866 kam es am Kralitzer Friedhof zu einem Gefecht zwischen preußischen und sächsischen Truppen. Zwischen 1868 und 1871 wurde der Kralitzer Hain größtenteils abgeholzt. 1870 nahm die Eisenbahn auf der Strecke Bedihošť – Prostějov – Vrbátky, die über Seilerndorf führte, den Betrieb auf. Im Jahre 1875 entstand das neue Rathaus. 1890 fand in der Kralitzer Au eine Feier zum Ersten Mai mit 4000 Teilnehmern statt.
Im Zuge der Bodenreform wurde der Kralitzer Großgrundbesitz 1923 aufgeteilt. Im nachfolgenden Jahr verkaufte die Bäuerliche Zuckerfabrik in Vrbátky das Schloss an drei Besitzer. Teile des Schlosses wurden zu einer Turnhalle umgestaltet, die 1925 eingeweiht wurde. Die Ansiedlung Sajlerov erhielt 1950 den neuen Namen Kraličky. 1951 erfolgte die Eingemeindung von Vítonice. Zum 1. Jänner 1983 erfolgte die Fusion des Ortsteiles Vítonice mit Kralice, da beide Orte inzwischen zusammengewachsen waren. Am 22. Februar 2007 wurde Kralice na Hané durch das tschechische Parlament zum Městys erhoben.

## Gemeindegliederung
Die Gemeinde Kralice na Hané besteht aus den Ortsteilen Kralice na Hané (Kralitz) und Kraličky (bis 1950: Sajlerov; deutsch Seilerndorf). Grundsiedlungseinheiten sind Kralice na Hané, Kraličky, Kralický Háj (Kralitzer Au) und Vítonice (Witonitz).
Das Gemeindegebiet gliedert sich in die Katastralbezirke Kralice na Hané und Vitonice na Hané.

## Sehenswürdigkeiten
- Die Pfarrkirche Mariä Himmelfahrt mit dem Kirchturm aus dem Jahre 1578 wurde 1789–1793 erbaut. Die Weihe der Kirche konnte erst am 3. September 1815 erfolgen, nachdem der 1811 gewählte Olmützer Bischof Maria Thaddäus von Trautmannsdorff die päpstliche Bestätigung erst im März 1815 erhielt, da Papst Pius VII. mehrere Jahre von Napoleon gefangen gehalten wurde. 1873 wurde das Bauwerk umfassend neu gestaltet.
- Die Statuengruppe des hl. Johannes von Nepomuk auf dem Markt wurde 1724 errichtet.
- Die barocken Statuen der hll. Petrus, Paulus, Anna, Antonius von Padua und des Erzengels Michael sowie des Schutzengels wurden 1743 vor der Schule aufgestellt.
- Die Kapelle des hl. Johannes von Nepomuk in Kraličky stammt aus dem Jahre 1881.
- Die Kapelle des hl. Veit in Vítonice wurde 1936 errichtet.

## Persönlichkeiten
Franz Grillparzer war im Sommer 1812 in Kralitz beim Grafen Johann Joseph Seilern als Erzieher tätig.